# Janeževa livka
Janeževa livka (znanstveno ime Collybia odora) je gliva je gliva iz rodu korenovk (Collybia) v katerega je bila premeščena iz rodu livk (Collybia), ampak slovensko ime še ni bilo uradno spremenjeno.

## Značilnosti
Janeževa livka ima v mladosti izbočen, kasneje pa raven klobuk, ki je izjemoma lahko celo lijast. Klobuk odraslih primerkov meri med 4–8 cm v premeru. Površina je gladka, sivkasto, modrikasto zelenkastih odtenkov, pri starih gobah pa močno obledi.
Lističi so sivkasto beli in so ravno prirasli na bet.
Bet je bele do bledo zelene barve in je visok od 4 do 8 cm, valjaste oblike in ima premer od 0,5 do 1 cm. Je poln, proti dnišču pa nekoliko širši kot pri vrhu. Na spodnjem delu je belo polsten.
Meso je belo ali bledo zelenkaste barve, z izrazitim vonjem po janežu in je milega okusa..

## Razširjenost in življenjski prostor
Janeževa livka raste tako v listnatih kot iglastih gozdovih in je dokaj pogosta vrsta. Pojavlja se v zmernem pasu Azije, Evrope in Severne Amerike.
Po večini te gobe rastejo v skupinah ali čarovniških krogih.

## Mikroskopske značilnosti
Trosni odtis je bele barve. Trosi so elipsasti, neamiloidni in merijo 6–7 x 3–4 μm.

## Podobne vrste
Vse naslednje podobne vrste livk so strupene:
- vonjasta livka (Clitocybe suaveolens) ravno tako diši po janežu, a klobuk nima zelenkastih odtenkov
- vonjava livka (Clitocybe fragrans) diši po janežu, a ima bel klobuček
- listna livka (Clitocybe phyllophila) ne diši po janežu
- vlažnoroba livka (Clitoybe angustissima) ne diši po janežu

## Uporabnost
Užitna. Klobuki teh gob se lahko sušijo ali pa uporabljajo sveži predvsem za začinjanje jedi.